# Akademie für Gesellschaftswissenschaften beim ZK der KPdSU
Die Akademie für Gesellschaftswissenschaften beim ZK der KPdSU (russisch Академия общественных наук при ЦК КПСС) war eine Ausbildungs- und Forschungseinrichtung der KPdSU. Sie wurde am 2. August 1946 in Moskau gegründet und hatte ihren Sitz am Mius-Platz 6. Die Akademie war zuständig für die Ausbildung von Parteifunktionären und sollte diesen Kenntnisse auf dem Gebiet des Marxismus-Leninismus und des Staatsaufbaus vermitteln. Sie gehörte zu der Akademie der Wissenschaften und gliederte sich in vier Abteilungen. Im November 1991 wurde sie in die Russische Akademie für staatliche Dienste (russisch Российская академия государственной службы) umgewandelt.